# Nosodendron nepalense
Nosodendron nepalense är en skalbaggsart som beskrevs av Jiri Háva och Farkac 2003. Nosodendron nepalense ingår i släktet Nosodendron och familjen almsavbaggar. Inga underarter finns listade i Catalogue of Life.